# WTA Tier V
I tornei WTA Tier V  erano una serie di tornei di tennis femminili che si sono svolti dal 1990 al 2005.
Molti di questi tornei hanno cambiato categoria nel corso degli anni, salendo di livello, fino ad arrivare alla Tier I.
Nel 2005 sono confluiti nella categoria superiore chiamata Tier IV.
A partire dal WTA Tour 2009, con la riforma delle categorie, la maggior parte dei tornei delle categorie Tier IV e Tier V sono confluite in un'unica categoria chiamata International.

## Tornei
| Torneo       | Nome completo                                   | Città        | Paese         | Superficie       | Anni nel Tier V     |
| ------------ | ----------------------------------------------- | ------------ | ------------- | ---------------- | ------------------- |
| Belgio       | Belgian Open                                    | Belgio       | Belgio        | Terra rossa      | 1988–1989/1992/2001 |
| Atene        | Athens Open                                     | Atene        | Grecia        | Terra rossa      | 1988–1990           |
| Taranto      | Ilva Trophy                                     | Taranto      | Italia        | Terra rossa      | 1988–1992           |
| Wellington   | Wellington Classic                              | Wellington   | Nuova Zelanda | Cemento          | 1988–1992           |
| Bayonne      | WTA Bayonnee                                    | Bayonne      | Francia       | Sintetico indoor | 1989–1990           |
| Estoril      | Estoril Open                                    | Estoril      | Portogallo    | Terra rossa      | 1989–1990           |
| Auckland     | ASB Classic                                     | Auckland     | Nuova Zelanda | Cemento          | 1988–1992/2001      |
| Bol          | Croatian Bol Ladies Open                        | Bol          | Croazia       | Terra rossa      | 1991                |
| Oslo         | Oslo Open                                       | Oslo         | Norvegia      | Sintetico indoor | 1991                |
| Pattaya      | Pattaya Women's Open                            | Pattaya      | Thailandia    | Cemento          | 1991–1992/2001–2003 |
| San Marino   | San Marino CEPU Open                            | San Marino   | San Marino    | Terra rossa      | 1992                |
| Bratislava   | WTA Bratislava                                  | Bratislava   | Slovacchia    | Cemento indoor   | 2001–2002           |
| Budapest     | GDF SUEZ Grand Prix                             | Budapest     | Ungheria      | Terra rossa      | 2001–2004           |
| Palermo      | Internazionali Femminili di Palermo             | Palermo      | Italia        | Terra rossa      | 2001–2004           |
| Fes          | Grand Prix SAR La Princesse Lalla Meryem        | Fès          | Marocco       | Terra rossa      | 2001–2004           |
| Hobart       | Moorilla Hobart International                   | Hobart       | Australia     | Cemento          | 2001–2005           |
| Canberra     | Richard Luton Properties Canberra International | Canberra     | Australia     | Cemento          | 2002–2005           |
| Forest Hills | Forest Hills Tennis Classic                     | Forest Hills | Stati Uniti   | Cemento          | 2004                |
| Vancouver    | Vancouver Women's Open                          | Vancouver    | Canada        | Cemento          | 2004                |